# Gotha G4-61
Gotha G4-61 — состоящий из трёх секций, сочленённый трамвай, производившийся как для собственных нужд, так и на экспорт в Советский Союз в г. Гота на Народном предприятии VEB Waggonbau Gotha, на территории бывшей ГДР. Трамваи этой серии поставлялись в Эрфурт, Лейпциг, Магдебург, Потсдам, Росток, а также за границу — в Таллин и Львов, которые получили из ГДР по 50 единиц. Этот трамвай наилучшим образом подходил для узкой таллинской колеи (1067 мм). Первые трамваи, все светло-жёлтого цвета с красной полосой, прибыли в Таллин в декабре 1964 года, где последний из них с бортовым номером 241 проработал до 1988 г.  
Последний трамвай этой серии работал на линии в Ростоке (ФРГ) до 15 июня 1996 года, после чего был отправлен на вечную стоянку в музей.

## Gotha G4 в Таллине

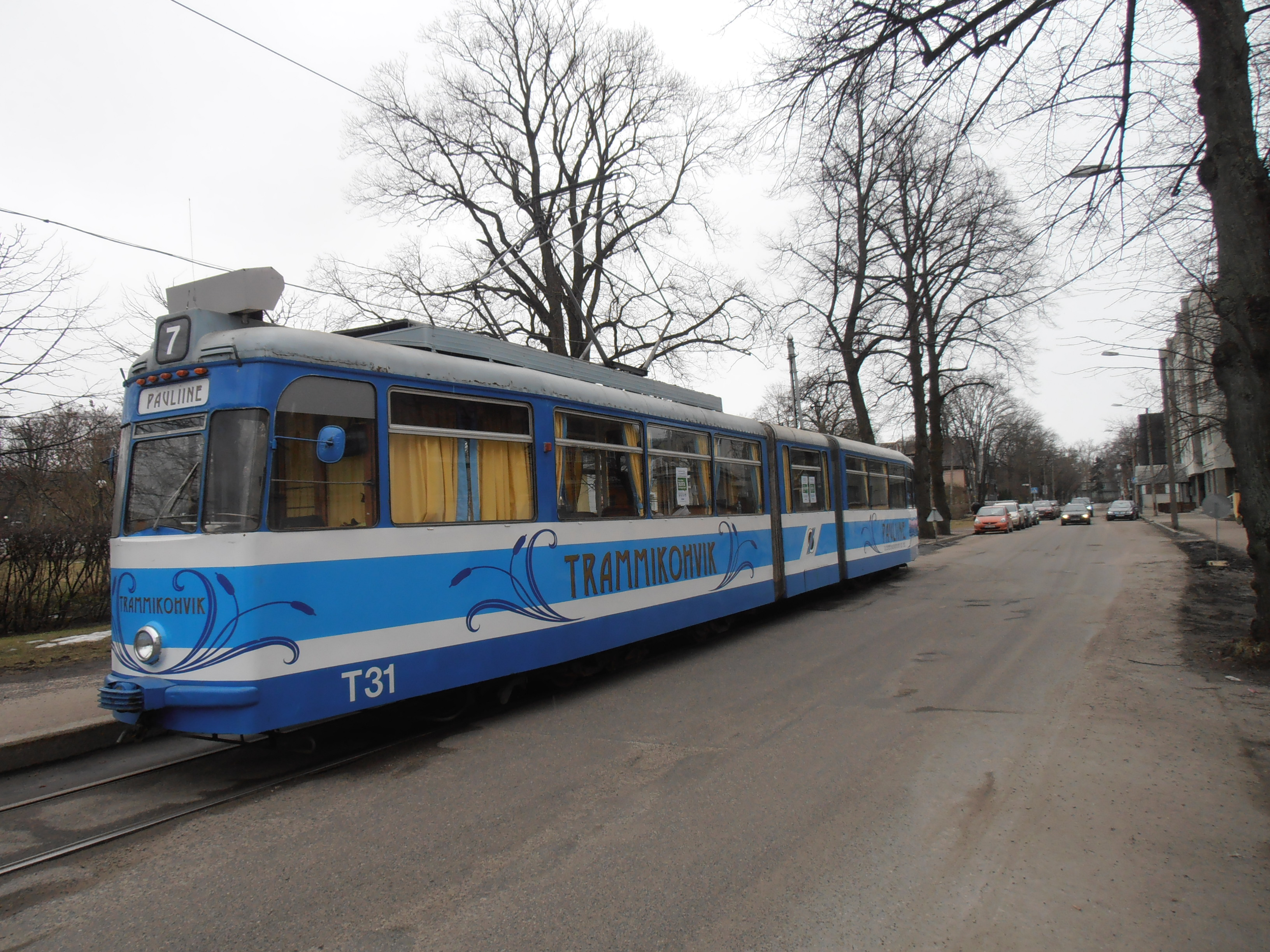
Трамвай-кафе Pauliine
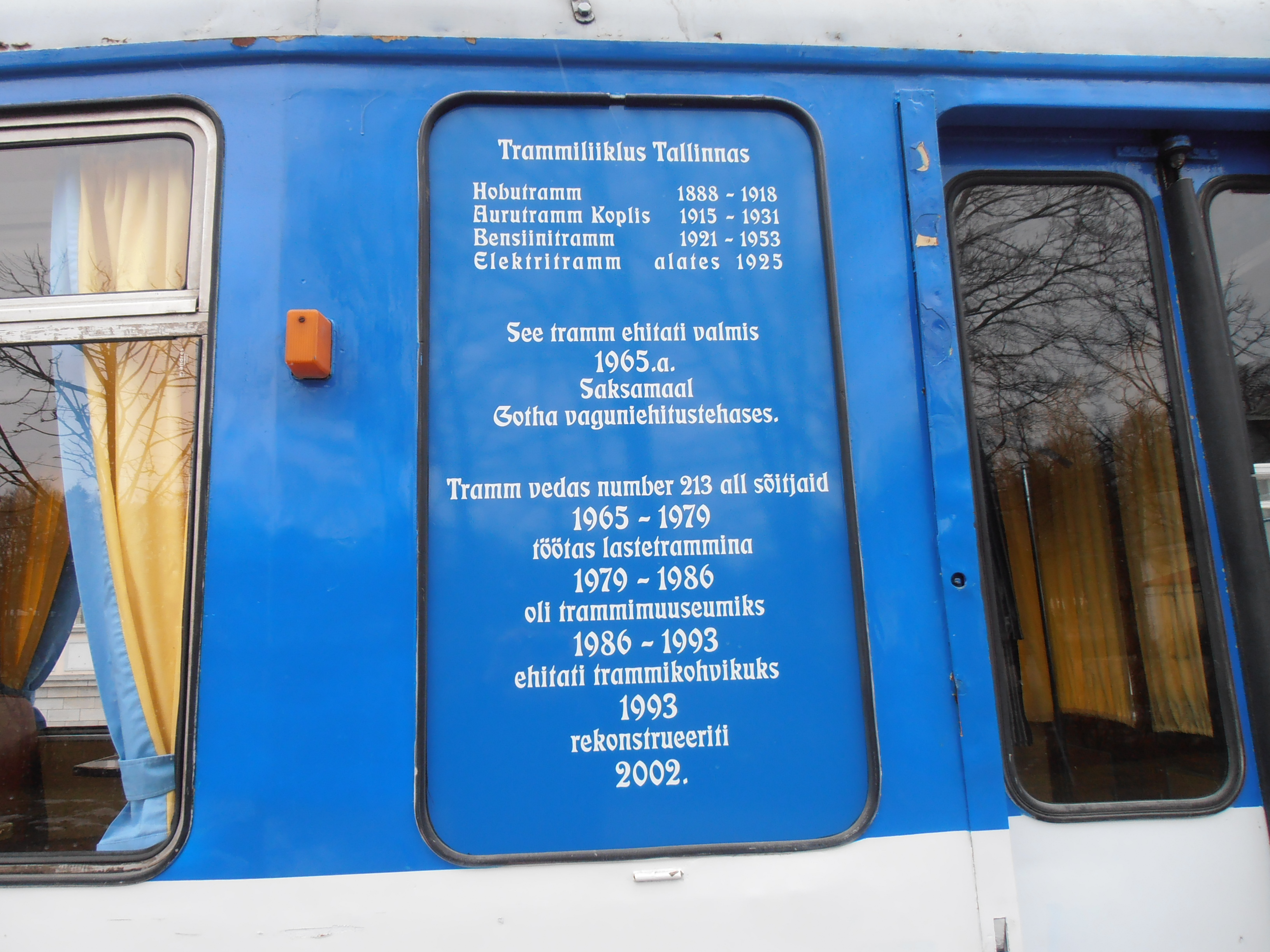
История Таллинского трамвая
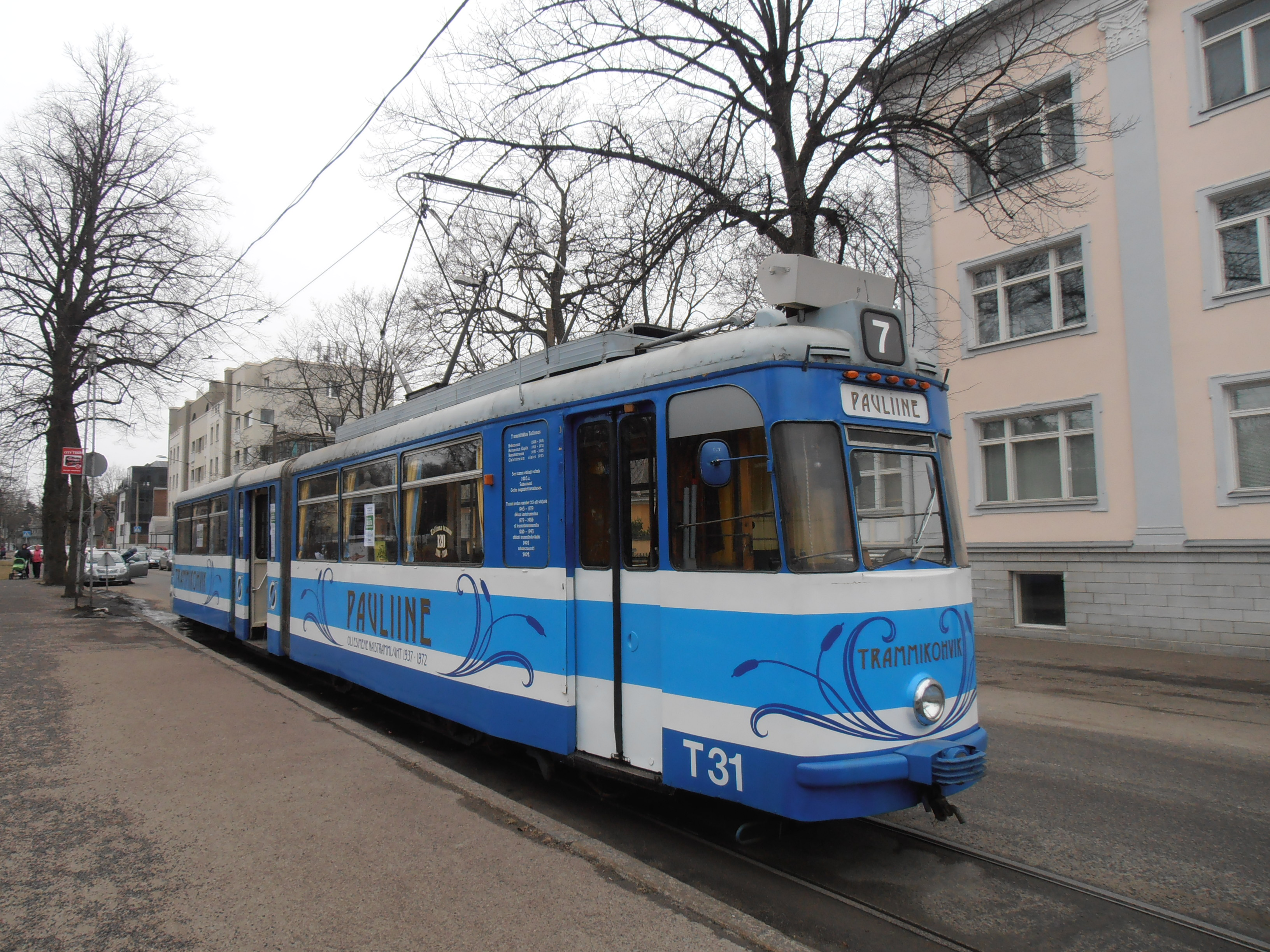
T31 в Кадриорге